# Eric Bana
Eric Bana, született Eric Banadinovich (Melbourne, 1968. augusztus 9. –) ausztrál színész, humorista.
Pályafutását a Full Frontal című, rövid szkeccsekből álló vígjátéksorozattal kezdte, nemzetközi hírnevét a Chopper – A kegyetlen (2000) című bűnügyi életrajzi filmnek köszönheti. Miután egy évtizedig ausztrál televíziós műsorokban és filmekben szerepelt, Hollywoodban is felfigyeltek rá A Sólyom végveszélyben (2001) és a Hulk (2003) című filmekben nyújtott alakításával. A 2000-es években a színész olyan további filmekben tűnt fel, mint a Trója (2004), a Steven Spielberg által rendezett München című 2005-ös történelmi thriller, A másik Boleyn lány (2008) és a Star Trek (2009). A 2010-es években bemutatott filmjei közé tartozik a A túlélő (2013) és a Távozz tőlem, Sátán! című 2014-es horror.
Színészként és komikusként Ausztrália legrangosabb filmes és televíziós díjait nyerte el a Chopper – A kegyetlen, a Full Frontal és a Romulus, az apám című munkáival. Bana pályafutása során alacsony költségvetésű és nagy filmstúdiók által készített filmekben egyaránt alakított főszerepeket, a romantikus vígjátékoktól kezdve a filmdrámákon át az akciófilmekig szinte minden filmes műfajban kipróbálta magát.
Bana színészi ténykedése mellett jótékonykodik is. Olyan alapítványok munkájában vesz részt, melyek támogatják a nehéz anyagi körülmények között élő gyermekeket és fiatalokat, igyekeznek felhívni a figyelmet a mentális betegségekben szenvedő emberek társadalmi problémáira és felemelik szavukat az állatok védelmében. 1997-ben vette feleségül az újságíró Rebecca Gleesont, két gyermekük született.

## Gyermekkora és pályafutásának kezdete
Melbourne-ben, Ausztrália Victoria nevű államában látta meg a napvilágot. Édesapja, Ivan Banadinovich horvát származású, logisztikai menedzserként dolgozott a Caterpillar Inc. alkalmazásában. Édesanyja, Eleanor fodrász volt, Németországból származott, Mannheim közeléből. Egy idősebb fiútestvére van, Anthony. Bana Melbourne-ben nevelkedett, annak repülőtérhez közeli Tullamarine külvárosában (amely a város északnyugati szélén található) és a Penleigh and Essendon általános iskolába járt. Egy interjúban elmesélte, hogy bevándorló családját gyakran érték rasszista megjegyzések, megkeserítve gyermekkorát. „Mindig is büszke voltam a származásomra, amely nagy hatással volt neveltetésemre. Mindig európai származású emberek társaságában voltam.”
Eric hat-hétéves kora körül kezdett érdeklődést mutatni a színjátszás iránt: elsőként nagyapja járását, hanghordozását és gesztusait, az iskolában pedig tanárait utánozta. Tizenéves korában látta a Mel Gibson főszereplésével készült Mad Max (1979) című futurisztikus akciófilmet, melynek hatására úgy döntött, hogy színész lesz. Az elhatározást azonban 1991-ig nem követték komolyabb tettek. Ekkor éppen a Melbourne's Castle Hotelben dolgozott csaposként, amikor meggyőzték, hogy a színpadon próbálja ki a stand-up comedy műfajt. Ettől kezdve kapott ilyen jellegű munkákat is, ám ez a jövedelme nem volt elegendő a megélhetéshez, ezért csapos és pincér állását sem adta fel.

## Pályafutása

### A kezdetek
Eric 1993-ban debütált a tévében Steve Vizard késő esti talk show-jában, a Tonight Live-ban. Szereplése felkeltette egy másik tévéshow, a Full Frontal producereinek figyelmét, akik szerzőként és előadóként meghívták őt a műsorba. Bana 4 évig működött közre a sorozat elkészítésében: maga írta a szövegeit, és az általa játszott figurákat részben saját családtagjai ihlették. Ugyanakkor olyan közismert személyiségek hatása is megmutatkozott a szerepeiben, mint Columbo felügyelő, Arnold Schwarzenegger, Sylvester Stallone vagy Tom Cruise. Bana igen népszerű lett a Full Frontal műsoraival, ezért 1996-ban saját műsort kapott Eric címmel. Ebből lett a következő évben a The Eric Bana Show, a színész által írt és az ő tehetségére épülő sorozat, melyben voltak paródiák, helyzetgyakorlatok és sztárvendégek. Sajnos ez a show már nem vonzott túl nagy közönséget, ezért néhány adás után levették a műsorról. Bana 1997-ben kapta első mozifilmszerepét Az én házam, az én váram című filmben. Az alaphelyzetet akár a színész saját életéből is kölcsönözhették az alkotók, hiszen a filmbeli Kerrigan família Melbourne-ben lakik, a repülőtér mellett, akárcsak Banadinovichék. A filmben az Air Link repülőtársaság terjeszkedni kíván, és ehhez meg akarja szerezni Kerriganék telkét is. Ezt persze a családfő nem hagyja annyiban. Eric játszotta a Kerrigan lány férjét, Con Petropouloust, aki a kick-box iránt komolyan érdeklődő könyvelő. Az én házam, az én váram meglepő kritikai és közönségsikert aratott, Ausztráliában több mint tízmillió (ausztrál) dollárt jövedelmezett.

### 1997–2005

Chopper Read szerepében a Chopper című filmben

1997-ben keresték meg Banát azzal a szereppel, amely drámai színészként is az élvonalba emelte, és Ausztrálián kívül is nagy figyelmet keltett. Andrew Dominik rendező öt éven át dolgozott azon, hogy filmre vigye a hírhedt bűnöző, Chopper Read életét. A legnagyobb problémát a főszerep kiosztása jelentette, mert Dominik mindaddig nem talált olyan színészt, aki szerinte hitelesen kelthette volna életre Choppert. Banát maga Read ajánlotta a szerepre, és miután Dominik megnézte egy tévéműsorban, úgy döntött, hogy őt választja. A Chopper – A kegyetlen (2000) címszerepe kedvéért Eric leborotválta a haját, és több mint 10 kilót hízott. Két teljes napot töltött Readdel, hogy tökéletesen megtanulja a gesztusait, a mozgását, az arckifejezéseit. Minden forgatási napon reggel 4-kor megjelent a stúdióban, ahol 5 órán keresztül készítették testére a tetoválásokat. Noha a filmet Ausztrálián kívül szűk körben forgalmazták, Bana alakításának nagy visszhangja volt. A tekintélyes kritikus, Roger Ebert egyenesen azt írta, hogy „a komédiás Eric Bana személyében a filmkészítők úgy tűnik, megtalálták a jövő sztárját.” Ausztráliában a Choppert a legjobb film díjára jelölte az Ausztrál Filmintézet, Bana pedig megkapta a legjobb színésznek járó díjat.
2001-ben Ridley Scott egy amerikai katona szerepét bízta Ericre A Sólyom végveszélyben című filmjében. A színészt a Chopperben nyújtott alakítása alapján választotta ki, és nem tartott igényt próbafelvételre sem. Norm „Hoot” Gibson őrmester eljátszásához Banának természetesen le kellett adnia a súlyfölöslegét, és ehhez már hónapokkal a forgatás megkezdése előtt speciális étrendet kellett követnie. Ezenkívül valódi kommandósokkal együtt részt kellett vennie egy speciális felkészítésen is, ahol megtanulta a tűzfegyverek használatát. A Sólyom végveszélyben egy megtörtént esetet dolgozott fel: 1993-ban több mint 100 amerikai ejtőernyőst dobtak le Mogadishuban (Szomália fővárosa), hogy végezzenek a polgárháborút szító helyi vezetőkkel. A villámakciónak tervezett bevetés végül kínos kudarccal, jelentős amerikai veszteségekkel zárult. A film kedvező kritikákat kapott, és a bemutató után 3 hétig a box office lista élén szerepelt.
Az aranyrög (2002) egy kis költségvetésű ausztrál komédia volt. Banának tetszett a forgatókönyv, mert a saját gyermekkorát juttatta eszébe, és érdekesnek találta a szereplőket is. A kész film azonban nem lett különösebben sikeres. Még tartott a forgatás, amikor a színész újabb szerepajánlatot kapott. A népszerű képregényhős, Bruce Banner eljátszására kérték fel a Hulk (2003) újabb filmváltozatában. Ericet eleinte nem vonzotta a szerep, de amikor megtudta, hogy a Jégvihar (1997) általa nagyrabecsült alkotója, Ang Lee lesz a rendező, mégis igent mondott az ajánlatra annak ellenére, hogy még nem volt kész a forgatókönyv. Azt nyilatkozta, hogy tetszett neki, hogy nem egy megszokott szuperhősről van szó, és a figurának van drámai oldala is. A film végül nem lett sikeres sem a kritikusok, sem a közönség körében, noha Bana játékáról általában elismerően nyilatkoztak az ítészek.

Hektór szerepében a Trója című filmben

A következő évben Eric a legendás trójai hőst, Hektórt keltette életre Wolfgang Petersen nagyszabású filmeposzában, a Trójában (2004). A szerepet partnere, az Akhilleuszt alakító Brad Pitt ajánlására kapta meg, akit szintén a Chopper győzött meg Bana tehetségéről. Ericnek ismét le kellett adnia a súlyából, hogy eljátszhassa Hektórt, és természetesen a forgatás előtt alapos felkészítésen kellett részt vennie. A végeredmény láttán valószínűleg senki nem gondolna arra, hogy a Trója előtt például Bana még sosem ült lovon. Kitűnően elsajátította az ókori fegyverek használatát is, összecsapása Akhilleusszal méltán számít a film csúcsjelenetének. Wolfgang Petersen igen sokat változtatott a homéroszi alapművön – kihagyta például az isteneket, és a tízéves trójai háború a filmben néhány hét alatt lezajlik –, és emiatt igen sok bírálat érte a kritikusok és a közönség részéről. Mindazonáltal a Trója méltó utódja az 1950-es, 1960-as évek látványos „szandálos” szuperprodukcióinak. A bevétel magáért beszél: 364 millió dollár. (A költségvetés 175 millió dollár volt.)

### 2005-től napjainkig

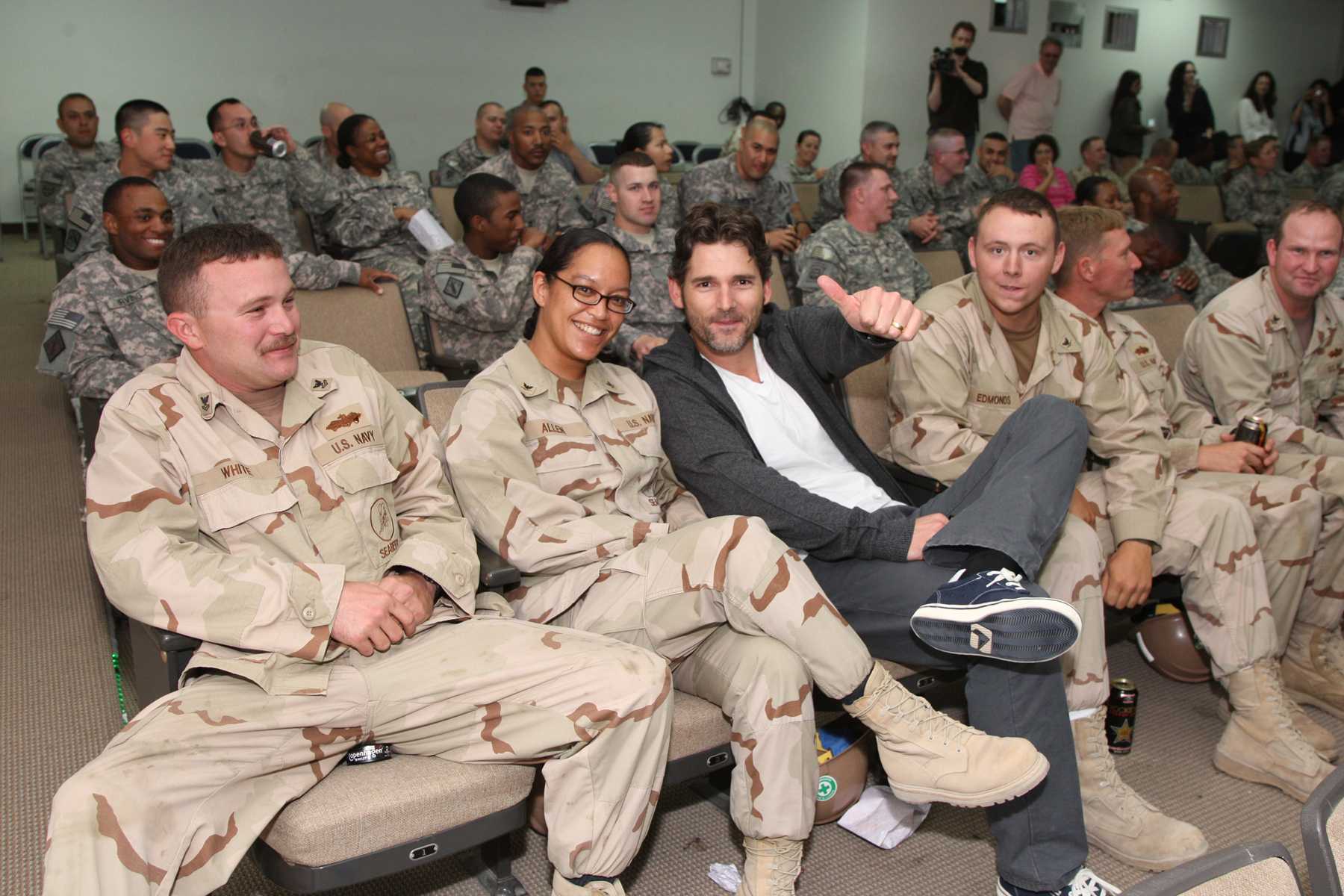
Eric Bana 2009-ben Kuvaitban, a Star Trek vetítésén, amerikai katonák között

Steven Spielberg részben Magyarországon forgatta a München (2005) című alkotását, amely megtörtént eseményen alapul: az 1972-es müncheni olimpián palesztin terroristák behatoltak az olimpiai faluba, ahol túszul ejtették az izraeli sportolókat. Követelték Izraelben fogva tartott 200 társuk szabadon bocsátását, és szabad elvonulást Nyugat-Berlinbe. A túszdráma során 11 sportoló vesztette életét. A tragédia világszerte nagy felháborodást váltott ki, és Golda Meir izraeli miniszterelnök megtorló akciót rendelt el. Ezen akció keretében izraeli titkos ügynökök a világ különböző pontjain felkutatták a müncheni dráma felelőseit és végeztek velük. Spielberg alkotása ezeket az eseményeket idézte fel a magyar származású George Jonas bestsellere alapján. Bana játszotta az izraeli különítmény parancsnokát, akinek szembe kell néznie azzal a felismeréssel, hogy az igazság nem olyan egyértelmű, mint amilyennek látszik, és a megtorló akció végeredményben ugyanolyan terrorista cselekmény egy magasztosnak mondott cél érdekében, mint amilyen a palesztinoké volt Münchenben. Hosszasan lehetne vitatni, hogy mennyire objektív és mennyire szubjektív a rendező, de az biztos, hogy a színészei – Bana mellett például Daniel Craig, Geoffrey Rush, Michel Lonsdale és Mathieu Kassovitz – minden tőlük telhetőt megtettek a produkció sikere érdekében.
Még a München előtt készült, de csak 2007-ben került a mozikba a Szerencse dolga című vígjáték, melyben Eric partnere Drew Barrymore volt. A film főhőse, Huck Cheever (Bana) profi pókerjátékos, aki a pókervilágversenyre készül, noha ott rég nem látott apja, a kétszeres bajnok (Robert Duvall) lehet az egyik ellenfele. A Romulus, My Father (2007) újra egy ausztrál film, amelynek köszönhetően Bana ismét megkapta a legjobb színésznek járó díjat az Ausztrál Filmintézettől. A történet egy házaspárról (Bana és Franka Potente) szól, akik emberfeletti küzdelmet folytatnak fiuk, Raimond felneveléséért. 2008-ban mutatták be A másik Boleyn lány című történelmi drámát, amelyben Eric a híres angol királyt, VIII. Henriket formálta meg. Partnernői olyan hírességek, mint Natalie Portman, Scarlett Johansson és Kristin Scott Thomas. A színész 2008-ban több filmben is dolgozott: Az időutazó felesége (The Time Traveler's Wife) romantikus dráma egy chicagói könyvtárosról, akit egy különleges gén időutazásra tesz alkalmassá, és itt Rachel McAdams a társa. A népszerű sci-fi sorozat, a Star Trek soron következő mozifilmjében Bana negatív szerepet játszik. Az előkészületi fázisban lévő Factor X egy 2005-ben elfogott sorozatgyilkos utáni nyomozásról szól: a tettes 1974 és 1991 között számos embert megölt Kansasban.

## Magánélet
Eric 1995-ben, a sikeres Full Frontal időszakában eljegyezte Rebecca Gleesont, a Seven Network újságíróját, aki Ausztrália főbírája, Murray Gleeson lánya. 1997-ben házasodtak össze, miután Bana elvitte a lányt az Amerikai Egyesült Államokba. Az utazást a Cleo Magazine-tól nyerte, ahol az előző esztendőben „Az év agglegényé”-nek választották. A házaspárnak két gyermeke született: Klaus (1999 augusztusában) és Sophia (2002 áprilisában). Kisfia születése óta a színész évente csak egy filmet vállal, hogy minél több időt tölthessen családjával melbourne-i otthonukban.
Eric nagy rajongója az autóversenyeknek, és számos ausztrál versenyen részt vett már. 14 évesen abba akarta hagyni a tanulást, hogy autószerelő lehessen. Apja azonban meggyőzte arról, hogy fejezze be a tanulmányait, és óva intette attól, hogy hobbiját válassza hivatásául. Eric 15 évesen vette első autóját, egy 1973-as XB Ford Falcont 1100 ausztrál dollárért. E kocsival vett részt a Targa Tasmania autóversenyen, amely egy hétig tartott Tasmánia szigetén. 1994-ben egy Porsche 944-est vásárolt, amellyel benevezett az Australia's Porsche Challenge nevű versenyre. 2007. április 21-én karambolozott az 1974-es XB Ford Falcon kocsijával a Targa Tasmania rallyn, de szerencsére sem ő, sem az utasa nem sérült meg. Az autóversenyzés mellett az ausztrál labdarúgásnak is lelkes támogatója. Ez a rajongása gyerekkorából ered, amikor egyszer a keresztapja ajándékként elvitte őt kedvenc csapata, a St. Kilda Football Club mérkőzésére.

## Filmográfia

### Film
| Év   | Magyar cím                       | Eredeti cím                      | Szerep                       | Magyar hang       | Rendező              |
| ---- | -------------------------------- | -------------------------------- | ---------------------------- | ----------------- | -------------------- |
| 1997 | Az én házam, az én váram         | The Castle                       | Con Petropolous              | Seder Gábor       | Rob Sitch            |
| 2000 | Chopper – A kegyetlen            | Chopper                          | Mark "Chopper" Read          | Kőszegi Ákos      | Andrew Dominik       |
| 2001 | A Sólyom végveszélyben           | Black Hawk Down                  | Norm "Hoot" Gibson őrmester  | Stohl András      | Ridley Scott         |
| 2002 | Az aranyrög                      | The Nugget                       | Lotto                        |                   | Bill Bennett         |
| 2003 | Hulk                             | The Hulk                         | Bruce Banner / Hulk          | Fesztbaum Béla    | Ang Lee              |
| 2003 | Némó nyomában                    | Finding Nemo                     | Pöröly (hangja)              | Forgács Gábor     | Andrew Stanton       |
| 2004 | Trója                            | Troy                             | Hektór                       | László Zsolt      | Wolfgang Petersen    |
| 2005 | München                          | Munich                           | Avner Kaufman                | Stohl András      | Steven Spielberg     |
| 2005 | München                          | Munich                           | Avner Kaufman                | Szatory Dávid     | Steven Spielberg     |
| 2007 | Szerencse dolga                  | Lucky You                        | Huck Cheever                 | László Zsolt      | Curtis Hanson        |
| 2007 | Romulus, az apám                 | Romulus, My Father               | Romulus Gaita                | Láng Balázs       | Richard Roxburgh     |
| 2008 | A másik Boleyn lány              | The Other Boleyn Girl            | VIII. Henrik                 | László Zsolt      | Justin Chadwick      |
| 2009 | Mary és Max                      | Mary and Max                     | Damien Popodopolous (hangja) | Varga Gábor       | Adam Elliot (1.)     |
| 2009 | Én és a verdám (dokumentumfilm)  | Love the Beast                   | önmaga                       |                   | Eric Bana            |
| 2009 | Az időutazó felesége             | The Time Traveler's Wife         | Henry DeTamble               | László Zsolt      | Robert Schwentke     |
| 2009 | Ki nevet a végén?                | Funny People                     | Clarke                       | Czvetkó Sándor    | Judd Apatow          |
| 2009 | Star Trek                        | Star Trek                        | Nero                         | László Zsolt      | J. J. Abrams         |
| 2011 | Hanna – Gyilkos természet        | Hanna                            | Erik Heller                  | László Zsolt      | Joe Wright           |
| 2012 | Kelepce                          | Deadfall                         | Addison                      | Széles Tamás      | Stefan Ruzowitzky    |
| 2013 | Behálózva                        | Closed Circuit                   | Martin Vickers               | Dányi Krisztián   | John Crowley         |
| 2013 | A túlélő                         | Lone Survivor                    | Erik S. Kristensen           | Anger Zsolt       | Peter Berg           |
| 2014 | Távozz tőlem, Sátán!             | Deliver Us from Evil             | Ralph Sarchie                | Bozsó Péter       | Scott Derrickson     |
| 2016 | Viharlovagok                     | The Finest Hours                 | Daniel Cluff                 | Viczián Ottó      | Craig Gillespie      |
| 2016 | Hírhajhászok                     | Special Correspondents           | Frank Bonneville             |                   | Ricky Gervais        |
| 2016 | Egy eltitkolt élet               | The Secret Scripture             | Dr. William Grene            | László Zsolt      | Jim Sheridan         |
| 2017 | Arthur király – A kard legendája | King Arthur: Legend of the Sword | Uther Pendragon              | László Zsolt      | Guy Ritchie          |
| 2017 |                                  | The Forgiven                     | Piet Blomfeld                |                   | Roland Joffé         |
| 2021 | Aszály                           | The Dry                          | Aaron Falk                   | Mészáros Béla     | Robert Connolly (1.) |
| 2021 | Irány a vadon!                   | Back to the Outback              | Chaz Hunt (hangja)           | Miller Zoltán     | Clare Knight         |
| 2021 | Irány a vadon!                   | Back to the Outback              | Chaz Hunt (hangja)           | Miller Zoltán     | Harry Cripps         |
| 2022 | Chip és Dale: A Csipet Csapat    | Chip 'n Dale: Rescue Rangers     | Kvarg Lipót (hangja)         | Dézsy Szabó Gábor | Akiva Schaffer       |
| 2022 |                                  | Blueback                         | Mad Macka                    |                   | Robert Connolly (2.) |
| 2024 | A természet ereje – Aszály 2.    | Force of Nature: The Dry 2       | Aaron Falk                   | Mészáros Béla     | Robert Connolly (3.) |
| 2024 | Áldozat                          | A Sacrifice                      | Ben Monroe                   | Csankó Zoltán     | Jordan Scott         |
| 2024 | Egy csiga emlékiratai            | Memoir of a Snail                | James (hangja)               |                   | Adam Elliot (2.)     |

### Televízió

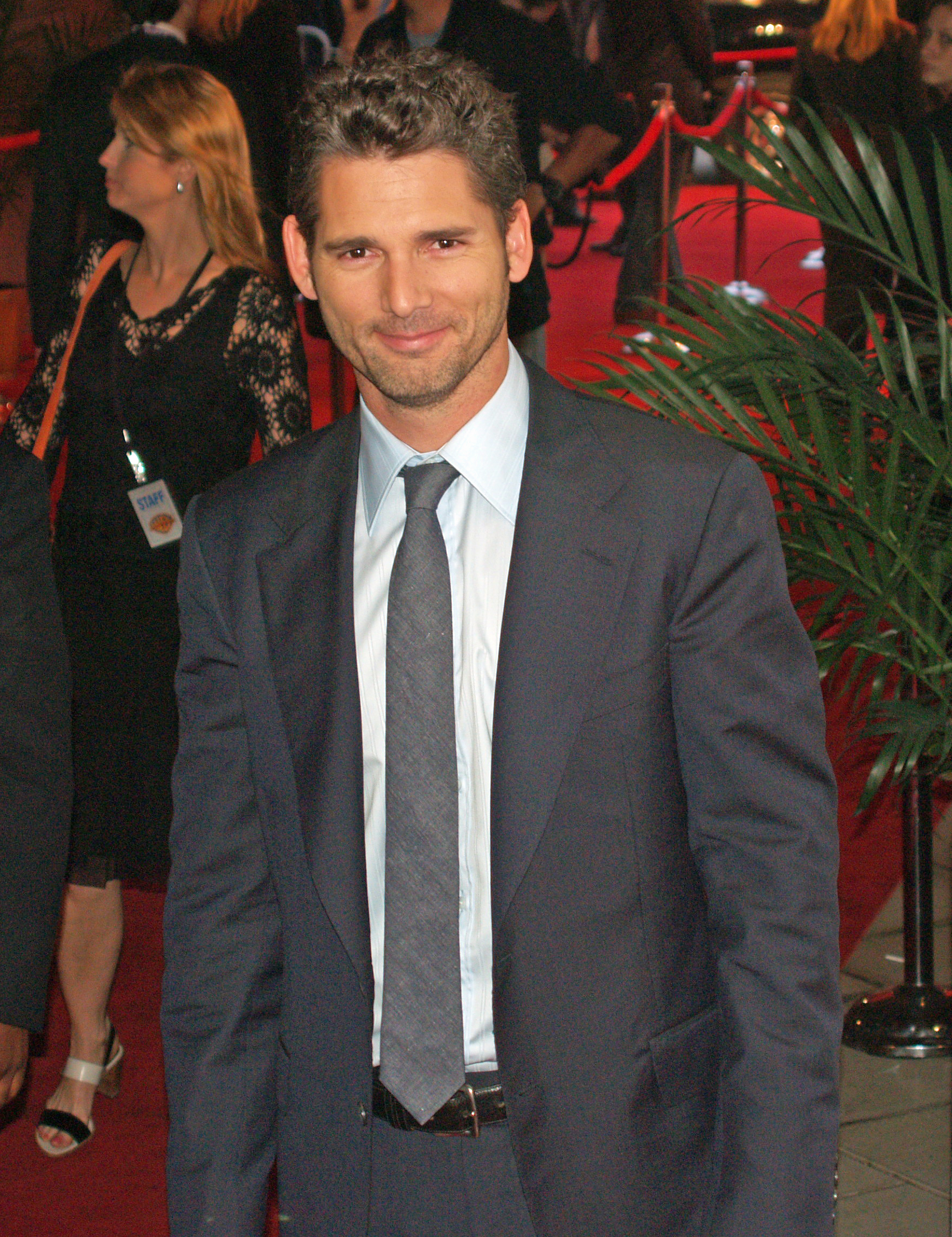
2007-ben

| Év        | Magyar cím      | Eredeti cím                           | Szerep       | Megjegyzések                                  |
| --------- | --------------- | ------------------------------------- | ------------ | --------------------------------------------- |
| 1993–1997 |                 | Full Frontal                          | több szerep  | 88 epizód                                     |
| 1996–1997 |                 | The Eric Bana Show Live               | több szerep  | 17 epizód                                     |
| 1999–2000 | Szentek kórháza | All Saints                            | Rob Biletsky | 3 epizód                                      |
| 2000–2001 |                 | Something in the Air                  | Joe Sabatini | 202 epizód                                    |
| 2007      | Kath és Kim     | Kath & Kim                            | önmaga       | 1 epizód                                      |
| 2009      | Csúcsmodellek   | Top Gear                              | önmaga       | 1 epizód                                      |
| 2018      |                 | The Joel McHale Show with Joel McHale | önmaga       | 1 epizód                                      |
| 2018      | Aljas John      | Dirty John                            | John Meehan  | főszereplő (8 epizód)                         |
| 2025      | Vad természet   | Untamed                               | Kyle Turner  | - minisorozat - magyar hangja: - László Zsolt |

### Videójátékok
| Év   | Cím  | Szerep                |
| ---- | ---- | --------------------- |
| 2003 | Hulk | Bruce Banner (hangja) |

## Fontosabb díjak és jelölések

### Az Ausztrál Filmintézet díjai
- 2000 díj Chopper (AFI-díj a legjobb férfi főszereplőnek)
- 2006 jelölés München (Nemzetközi díj a legjobb színésznek)
- 2007 jelölés Szerencse dolga (Nemzetközi díj a legjobb színésznek)
- 2007 díj Romolus, My Father (AFI-díj a legjobb férfi főszereplőnek)
- 2007 díj News Limited Readers' Choice Award

### Ausztrál Filmkritikusok Díja
- 2001 díj Chopper (legjobb színész)
- 2008 jelölés Romolus, My Father (legjobb színész)

### MTV Movie Awards
- 2005 jelölés Trója (legjobb harcjelenet, jelölve még: Brad Pitt)

### Stockholmi filmfesztivál
- 2000 díj Chopper (legjobb színész)